# Jan Witold Karcz
Jan Witold Karcz (ur. 1923 w Warszawie) – polski ekonomista.

## Życiorys
Był synem generała Jana Karcza, jego bratem był Jerzy Feliks Karcz. Przed wojną był uczniem I Państwowego Gimnazjum i Liceum im. Stefana Batorego w Warszawie. Maturę zdał w Szkocji. Ukończył  szkołę podchorążych w Coëtquidan; walczył w I Dywizji Pancernej gen. Maczka, m.in. w bitwie pod Falaise w 1944 roku. 
Po wojnie ukończył szkołę handlu zagranicznego w Londynie; w 1958 roku przeniósł się do Stanów Zjednoczonych, gdzie uzyskał stopień doktora filozofii na Uniwersytecie Karoliny Północnej. Był profesorem ekonomii, a później przez 20 lat doradcą przy Radzie Gubernatorów Banku USA.

## Ordery i odznaczenia
- Krzyż Walecznych (dwukrotnie)[3]
- Virtuti Militari[3]